# Västafrikansk dvärguv
Västafrikansk dvärguv (Otus icterorhynchus) är en fågel i familjen ugglor inom ordningen ugglefåglar.

## Utseende och läte
Västafrikansk dvärguv är en liten uggla, med en vit strimma på skuldran, små örontofsar och ljusa fläckar på undersidan. Färgen varierar från brun i västra delen av utbredningsområdet till mer kanelbrun längre österut. Arten liknar afrikansk dvärguv, men är brun eller rostbrun istället för grå och har fläckig, ej strimmig undersida.Lätet är en lång och fallande vissling som upprepas efter flera sekunder lång tystnad. 

## Utbredning och systematik
Västafrikansk dvärguv förekommer som namnet avslöjar i Västafrika. Den delas in i två underarter med följande utbredning:
- Otus icterorhynchus icterorhynchus – förekommer i regnskog i Liberia, Elfenbenskusten och Ghana
- Otus icterorhynchus holerythrus – förekommer från södra Kamerun till norra Kongo, norra och östra Demokratiska republiken Kongo och eventuellt Gabon

## Levnadssätt
Västafrikansk dvärguv hittas lokalt och sparsamt i låglänt regnskog. Den upptäcks framför allt genom sina läten.

## Status och hot
Arten har ett stort utbredningsområde, men tros minska i antal, dock inte tillräckligt kraftigt för att den ska betraktas som hotad. Internationella naturvårdsunionen IUCN listar arten som livskraftig (LC).